# Leen Korpershoek
Leendert „Leen” Korpershoek (ur. 29 stycznia 1904 w Rotterdamie, zm. 24 lipca 1989 w Epe) – holenderski pływak, uczestnik Letnich Igrzysk 1928 w Amsterdamie.
Podczas igrzysk olimpijskich w 1928 roku wystartował na dystansie 200 metrów stylem klasycznym, lecz odpadł w pierwszej rundzie uzyskując czas 3:04,0.